# Хаккой
Хаккой (чечен. Хьакка) — село в Шатойском районе Чеченской Республики. Входит в Шатойское сельское поселение.

## География
Село расположено на левом берегу реки Аргун.
Ближайшие населённые пункты: на севере — село Большие Варанды, на юго-востоке — село Шатой, на юге — село Вашиндарой, на западе — село Сюжи.

## История
В 1977 году Указом президиума ВС РСФСР хутор Цогуной переименован в Хаккой. 

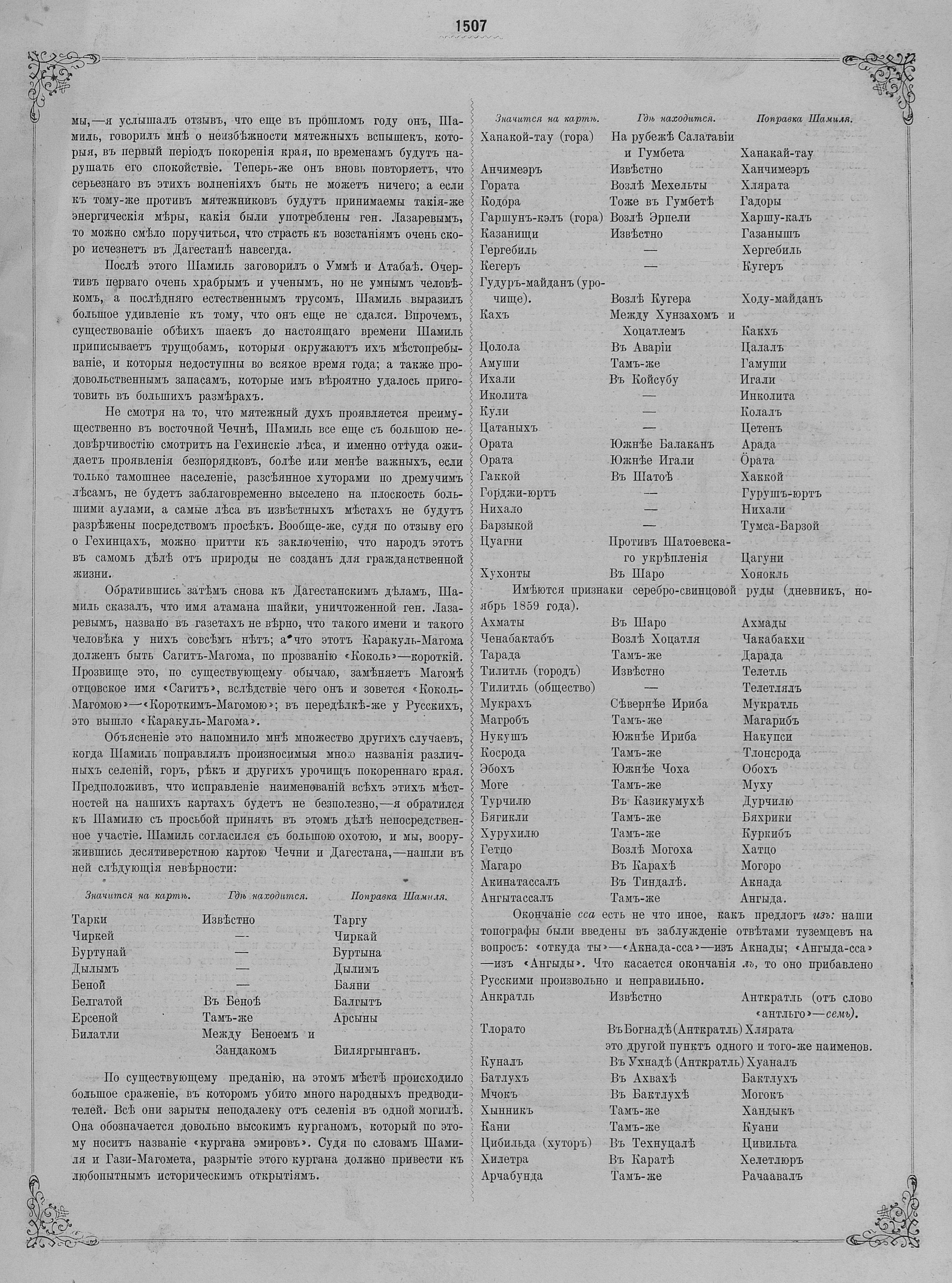
Поправки сделанные Шамилем на карте Чечни и Дагестана (Хаккой и Цагуни).

## Население
| 1990 | 2002 | 2010 |
| ---- | ---- | ---- |
| 47   | ↘27  | ↗30  |